# Hive
Hive (angol nyelven 'Méhkas') koszovói filmdráma Blerta Basholli rendezésében, amelyet 2021. január végén a Sundance Filmfesztiválon mutattak be. A valós események ihlette film helyszíne Krushë e Madhe (szerb nyelven Velika Kruša), amelyet az 1999. márciusi mészárlás után „az özvegyek falujának” neveztek, főhőse egy bátor nő, aki a falubeli patriarchális viszonyok ellenére saját kezébe veszi sorsát, jogosítványt szerez, és mezőgazdasági szövetkezetet alapít.

## Háttere
A filmet Fahrije Hoti élettörténete ihlette. A koszovói albán nő férjét eltűntnek jelentették , egy nappal a NATO-légicsapások kezdete után, a szerb haderő által 1999. március 25-én Krushë e Madhe faluban elkövetett mészárlást követően. Hoti háza leégett a háborúban, és egyedül kellett gondoskodni két gyermekéről és férjének szüleiről. Az egyedülálló nőként diszkriminált asszony megpróbálta meggyőzni szomszédasszonyait, akik majdnem mindannyian elvesztették férjüket a háborúban, hogy pénzt tudnának szerezni a házilag eltett uborka és ajvár eladásával.
Blerta Basholli rendezőnő az Amerikai Egyesült Államokban a New York Egyetemen tanult, amikor fotográfus barátja felhívta figyelmét az asszony történetére, akit az egész járásban diszkrimináltak, mert jogosítványt szerzett, dolgozott, és egy kisteherautót vezetett. Ezt Basholli nagyon érdekesnek találta, mivel az albán nép a vendégszeretetéről udvariasságáról és együttérzéséről ismert, ez a kétgyermekes asszony pedig, akinek a háború elvette a férjét, nem nagyon kapott támogatást.
Amikor Basholli Hotihoz fordult, az asszony először arra gondolt, hogy dokumentumfilmet forgatnának az életéről, de a rendezőnő megnyugtatta, hogy az élete csupán mintául szolgál a játékfilmhez, és több elemet megváltoztatnak. Az eredményt látva Hoti ezt mondta: „Sokkal többet szenvedtem, de Ön jól összefoglalta a dolgokat.” Basholli beépített a filmbe számos interjút is, amelyeket Hoti és a többi asszony az évek során adtak. Maga Basholli először 2011-ben tért vissza Koszovóba; ma kulturális igazgató Pristinában.
A főszerepet, Fahrijét Yllka Gashi albán színésznő játssza. Barátnőjét, Nazét Kumrije Hoxha, apósát, Haxhit Çun Lajçi alakítja.
A filmet első ízben 2021. január 31-én a Sundance Filmfesztiválon mutatták be.

## Cselekménye

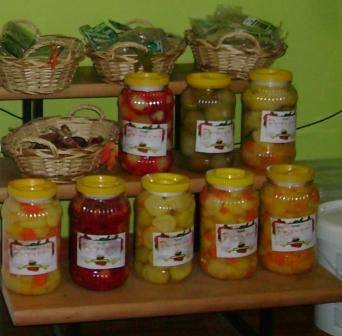
Házilag feldolgozott zöldségek Krushë e Madhe faluból

Fahrije Krushë e Madhe faluban él. Az 1999. márciusi mészárlás után férjét, Agimot eltűntnek jelentették. A nő csak egyike annak a mintegy tucatnyi asszonynak a kis koszovói faluban, akiknek férje eltűnt a koszovói háborúban, és a hatóságok bosszantóan lassúak az eltűntek vagy holttestük keresésében. A falu erősen patriarchális közössége nehéz helyzetbe hozza ezeket a nőket, akik esetleg tudtukon kívül özvegyek, mert azt várják tőlük, hogy egyszerűen csak várjanak eltartójuk visszatérésére, és addig is éljenek a szűkös szociális segélyből. Azt, hogy egy nő maga vállaljon munkát vagy alapítson vállalkozást, nem csak a természetes rend felborításának tekintik, hanem tiszteletlenségnek is a távollevő férjjel szemben.
Fahrijenak nem csak kamaszlányáról és kisfiáról kell gondoskodnia, hanem apósáról, Haxhiról is, ezért jogosítványt szerez, amit a falubeli férfiak az erkölcstelen életvitel jeleként fognak fel. Fahrije negalapítja saját kis vállalkozását, és meg tudja győzni egy bevásárlóközpont vezetőjét, hogy vegye át házi készítésű ajvárját, amit barátnőjével, Nazéval együtt készít. A falu többi asszonyától kevés támogatást, a férfiaktól aktív ellenállást kapnak az üzlethez. Hamarosan azonban a többi asszony is követi Fahrije példáját, és eladják házi készítményeiket; valahára Haxhit is lenyűgözi menye elkötelezettsége.

## Fogadtatása

### Kritikák
A Rotten Tomatoes oldalon a film 13 kritikustól átlagosan 7,7 pontot kapott a lehetséges 10-ből.
Jessica Kiang ezt írja a Variety-ben megjelent kritikájában, hogy a Hive arra emlékeztet, milyen veszélyesek a patriarchális közösségek a nőkre, és talán leginkább azokra, akiknek sikerül egy kis függetlenséget szerezniük a maguk számára. A film azonban Fahrije férjéről, Agimról is szól, aki gyengéd típus, akit méhész létére még a méhek sem szúrtak meg soha, és akiről Fahrije úgy gondolja, hogy támogatta volna döntéseiben.

### Díjak
2021-es Sundance Filmfesztivál
- a zsüri nagydíja (külföldi filmek, dráma kategóriában)
- közönségdíj (külföldi filmek, dráma kategóriában)
- rendezői díj (külföldi filmek, dráma kategóriában)[8][9]

## Fordítás
- Ez a szócikk részben vagy egészben  a   Hive (Film) című német Wikipédia-szócikk ezen változatának fordításán alapul.  Az eredeti cikk szerkesztőit annak laptörténete sorolja fel. Ez a jelzés csupán a megfogalmazás eredetét és a szerzői jogokat jelzi, nem szolgál a cikkben szereplő információk forrásmegjelöléseként.